# Longeville-en-Barrois

Longeville-en-Barrois este o comună în departamentul Meuse din nord-estul Franței. În 2010 avea o populație de 1.205 de locuitori.

## Evoluția populației
| An        | 1975  | 1982  | 1990  | 1999  | 2006  | 2010  |
| --------- | ----- | ----- | ----- | ----- | ----- | ----- |
| Populație | 1.113 | 1.149 | 1.229 | 1.263 | 1.189 | 1.205 |